# Clint Malarchuk
Clint Malarchuk (Grande Prairie, Alberta, Canada, 1 mei 1961) is een voormalige goalie in de National Hockey League voor de Québec Nordiques, Buffalo Sabres en de Washington Capitals. Hij staat niet bekend om zijn uitzonderlijke prestaties maar des te meer om zijn uitzonderlijke blessure.

## Persoonlijke informatie
Clint Malarchuk werd op 1 mei 1961 geboren in Grande Prairie, Alberta, Canada. Op zijn twintigste werd hij bij de draft gekozen door de Québec Nordiques om later naar Washington en Buffalo te vertrekken. Hij speelde van 1981 tot 1992 in de NHL en kwam later nog uit voor Las Vegas in de International Hockey League. Ook was hij in het seizoen 2002-2003 keeperstrainer voor de Florida Panthers. Ondanks dat Malarchuk bekendstaat om zijn blessure was hij een redelijke keeper met 141 overwinningen, 130 verliezen, 45 gelijke spelen en 12 keer een shutout.

## De blessure
De blessure van Malarchuk staat bekend als misschien wel een van de ergste in de geschiedenis van de sport en in ieder geval een van de meest bloederige incidenten. Tijdens een wedstrijd op 22 maart 1989 tussen de St. Louis Blues en de Buffalo Sabres van Malarchuk gebeurde het ongeluk, bij een standaard spelsituatie waarbij St. Louis Blues aanvaller Steve Tuttle op Malarchuk af kwam met achter zich aan de verdediger Uwe Krupp. Krupp greep in om de aanval te stoppen en daarbij vloog Tuttle zijn been omhoog. Met zijn schaats kwam hij precies onder het gezichtsmasker van de goalie en precies boven de lichaamsbescherming. Het scherpe ijzer van de schaats sneed een deel van de halsslagader van Clint Malarchuk door.
Malarchuk zakte in eerste instantie op het ijs. Hij deed zelf zijn masker van zijn gezicht en drukte met zijn hand tegen zijn hals terwijl het bloed de crease (zie ijshockeybaan), het doelgebied van de keeper, vulde. In eerste instantie hadden de scheidsrechters en de meeste spelers niet door wat er aan de hand was en er ontstond een opstootje. Al gauw werd die opgebroken toen de spelers zagen wat er met de doelman aan de hand was. Malarchuk bleef op de been en schaatste, met ondersteuning van zijn coach Jim Pizzatelli, naar de kant. Het bloed spoot uit Malarchuk's nek en de hele ijsbaan lag binnen luttele seconden vol met bloed.
Ondertussen hadden enkele andere spelers op het ijs overgegeven en waren in het publiek mensen flauwgevallen. Er waren zelfs twee hartaanvallen te melden, door het schouwspel in de rink. De regie van een lokale tv-zender liet hun camera’s wegdraaien van het gebeuren omdat ze de tv-kijkers de schokkende beelden wilde onthouden. De wedstrijd werd enige tijd gestaakt om het gestolde bloed van het ijs te schrapen.
Malarchuk was zich ervan bewust dat zijn moeder ook naar de wedstrijd keek en hij vroeg een medewerker die de uitrusting van de spelers beheerde om zijn moeder te bellen om te zeggen dat hij van haar hield. Daarna vroeg Malarchuk om een priester.
Malarchuk vocht om bij bewustzijn te blijven omdat iets hem vertelde dat hij van het ijs af moest. “Ik wilde niet sterven op het ijs, ik was aan het bidden, ik was bang.” Zei hij 13 jaar na het ongeval. “Ik dacht dat het voorbij was, ik had gehoord dat je bij een doorgesneden halsslagader binnen drie minuten dood kunt zijn. Ik beleefde die minuten alsof het de laatste van mijn leven waren.” Zei hij in datzelfde interview.
Toen hij eenmaal van het ijs was, werd hij meteen naar het ziekenhuis gebracht en onderweg behandeld.

## Het herstel en de terugkeer
Later werd bekend dat, als de schaats van Steve Tuttle zo’n 0.3 centimeter hoger was gekomen, Malarchuk binnen 2 minuten dood zou zijn geweest vanwege te veel bloedverlies. De doktoren hadden meer dan 300 hechtingen en anderhalf uur nodig om de wond te dichten.
Malarchuk lag 1 nacht in het ziekenhuis en stond binnen twee weken weer op het ijs met zijn team. Binnen drie maanden keerde hij ook terug in een wedstrijd en kreeg een staande ovatie van het publiek. Malarchuk werd echter nooit meer dezelfde, hij haalde niet zijn oude niveau en stopte met ijshockey.
Doelman van onder anderen de Dallas Stars en de Columbus Blue Jackets, Ron Tugnutt zei in een interview: ”Toen we hoorden van het ongeval van Clint Malarchuk waren we allemaal geschokt en sindsdien dragen we allemaal beschermers voor onze hals”.

### Nog een bijna-doodervaring
In 1992 had Clint Malarchuk nog een bijna-doodervaring. Hij keek de superbowl in Buffalo en had een paar biertjes gedronken. Echter, hij gebruikte op dat moment medicijnen voor een stevige buikpijn. Toen hij thuis kwam, nam hij voor het slapen gaan zijn medicatie met nog een alcoholische drank omdat hij dacht dan beter te kunnen slapen. In plaats daarvan vergiftigde hij zichzelf en werd hij met spoed naar het ziekenhuis gebracht.
Hij vocht hierna nog een tijdje met een obsessieve-compulsieve stoornis ten gevolge van zijn blessure. Deze stoornis houdt in dat een persoon herhaaldelijk dezelfde gedachten heeft of beelden voor zich ziet.

### International Hockey League
In 1996 keerde Malarchuk terug in het ijshockey. Hij deed dit in de eerste vier minuten van een wedstrijd tussen de Las Vegas Thunder en de Kansas City Blades. Diezelfde avond werd Clint Malarchuk de eerste speler van de ploeg uit Las Vegas wiens nummer teruggetrokken werd om nooit meer te worden gebruikt.
Op 14 maart 1998 werd Clint Malarchuk tot hoofdcoach van de Las Vegas Thunder benoemd. En later, in 2002-2003 kwam hij terug in de NHL als keeperstrainer van de Florida Panthers waar hij tot 2004 werkte met All-Star doelman Roberto Luongo. In 2006 werd hij aangenomen als keeperstrainer van de Columbus Blue Jackets.

## Trivia
- De NHL heeft na de blessure van Malarchuk besloten om halsbescherming voor doelmannen verplicht te stellen.

## Media
- Het filmpje: Let op! Wederom mogelijk schokkende beelden

- Gemeinsame Normdatei: 1229682678
- International Standard Name Identifier: 0000 0004 3655 6748
- Library of Congress Control Number: no2015073144
- Virtual International Authority File: 310519539
- WorldCat: E39PBJcWxBHx7MhrQqCVRDX68C